# Paterson (film)
Paterson je americký film z roku 2016. Natočil jej režisér Jim Jarmusch podle vlastního scénáře. Snímek měl premiéru na devětašedesátém ročníku Filmového festivalu v Cannes, kde měl premiéru i Jarmuschův dokumentární film Gimme Danger. Film se odehrává v newjersejském městě Paterson a vypráví příběh řidiče autobusu a básníka Patersona (Adam Driver). Jeho manželku Lauru hraje íránská herečka Golshifteh Farahani. V dalších rolích se zde představili například Masatoshi Nagase, Jared Gilman a Kara Hayward. Kameramanem snímku byl režisérův dlouholetý spolupracovník Frederick Elmes.

## Obsazení
- Adam Driver jako Paterson
- Golshifteh Farahani jako Laura
- William Jackson Harper jako Everett
- Chasten Harmon jako Marie
- Barry Shabaka Henley jako Doc
- Rizwan Manji jako Donny
- Masatoshi Nagase jako japonský básník
- Kara Hayward jako studentka
- Jared Gilman jako student
- Method Man jako Method Man
- Sterling Jerins jako mladý básníř

## Přijetí
Film získal pozitivní recenze od kritiků. Na recenzní stránce Rotten Tomatoes získal ze 220 započtených recenzí 96 procent s průměrným ratingem 8,6 bodů z deseti. Na serveru Metacritic snímek získal z 41 recenzí 90 bodů ze sta. Na Česko-Slovenské filmové databázi snímek získal 74%.

## Nominace a ocenění
| Ocenění                                    | Datum ceremoniálu  | Kategorie                        | Nominovaný   | Výsledek  |
| ------------------------------------------ | ------------------ | -------------------------------- | ------------ | --------- |
| Belgian Film Critics Association           | 7. ledna 2016      | Hlavní cena                      | Paterson     | nominace  |
| Boston Society of Film Critics Awards      | 11. prosince 2016  | Nejlepší scénář                  | Jim Jarmusch | 2. místo  |
| Cena národní společnosti filmových kritiků | 7. ledna 2016      | Nejlepší herec v hlavní roli     | Adam Driver  | 3. místo  |
| Filmový festival v Cannes                  | 22. května 2016    | Palm Dog Award                   | Nellie       | vítězství |
| Filmový festival v Cannes                  | 22. května 2016    | Zlatá palma                      | Jim Jarmusch | nominace  |
| Chicago Film Critics Association           | 15. prosince 2016  | Nejlepší herec v hlavní roli     | Adam Driver  | nominace  |
| Gotham Awards                              | 28. listopadu 2016 | Nejlepší film                    | Paterson     | nominace  |
| Gotham Awards                              | 28. listopadu 2016 | Nejlepší herec v hlavní roli     | Adam Driver  | nominace  |
| Gotham Awards                              | 28. listopadu 2016 | Nejlepší scénář                  | Jim Jarmusch | nominace  |
| Gotham Awards                              | 28. listopadu 2016 | Cena publika                     | Paterson     | nominace  |
| IndieWire Critics Poll                     | 19. prosince 2016  | Nejlepší film                    | Paterson     | 6. místo  |
| IndieWire Critics Poll                     | 19. prosince 2016  | Nejlepší herec v hlavní roli     | Adam Driver  | 2. místo  |
| IndieWire Critics Poll                     | 19. prosince 2016  | Nejlepší scénář                  | Paterson     | 9. místo  |
| London Film Critics' Circle                | 22. ledna 2016     | Nejlepší herec v hlavní roli     | Adam Driver  | nominace  |
| Los Angeles Film Critics Association       | 4. prosince 2016   | Nejlepší herec v hlavní roli     | Adam Driver  | vítězství |
| Online Film Critics Society                | 3. ledna 2016      | Nejlepší film                    | Paterson     | nominace  |
| Online Film Critics Society                | 3. ledna 2016      | Nejlepší herec v hlavní roli     | Adam Driver  | nominace  |
| San Diego Film Critics Society             | 12. prosince 2016  | Nejlepší herec v hlavní roli     | Adam Driver  | nominace  |
| Toronto Film Critics Association           | 11. prosince 2016  | Nejlepší herec v hlavní roli     | Adam Driver  | vítězství |
| Women Film Critics Circle                  | 19. prosince 2016  | Nejlepší zobrazení muže ve filmu | Paterson     | nominace  |
| Women Film Critics Circle                  | 19. prosince 2016  | Nejlepší pár                     | Paterson     | nominace  |
| Women Film Critics Circle                  | 19. prosince 2016  | Nejlepší rovnost pohlaví         | Paterson     | nominace  |